# 郭庆海
郭庆海（1965年—）出生于中华人民共和国河北省泊头市，中华人民共和国网络异议人士，《零八宪章》第八批签名人，常用笔名「青松」，现居美国。

## 生平
1984年郭庆海毕业于沧州财经学校並进入中国农业银行泊头市支行工作，1988年开始在中国报刊发表经济评论和文化随笔，1999年开始在香港、新加坡、台湾报刊发表时事评论与文化随笔。2000年9月15日被滄州市公安局以煽动颠覆国家政权罪逮捕。2001年4月26日，河北省沧州市中级人民法院判处郭庆海有期徒刑4年、剥夺政治权利3年；2001年6月18日，河北省高级人民法院裁定驳回郭庆海上诉，维持原判；此后，郭庆海被关押于河北省第四监狱，2004年9月14日刑满获释。
郭庆海在获释后以「柏墉」、「友瑜」等笔名写作，主要作品是时事及文化评论，为中国知名的时评人。2005年，郭庆海获人权观察颁发赫尔曼-哈米特奖。
2008年12月，为逃避再次被捕的危险，郭庆海逃亡泰国；2009年初，郭庆海在泰国基督教浸信会云恩堂受洗，成为基督徒。
2012年9月17日，中國社會民主黨秘书长曾节明在博讯披露，郭庆海因公开批评法轮功而受到加拿大法轮功人士埃德蒙·李（Edmon Lee）的威胁。郭庆海公布埃德蒙·李寄給他的电邮顯示，埃德蒙·李要求郭庆海就批评法轮功的言论道歉，否则就要发函要求联合国难民署驻泰国专员公署與美国难民接收机构取消郭庆海的政治难民身份；但郭庆海拒绝道歉。曾节明表示，郭庆海越境逃亡泰国近四年，期间他申請政治庇護一度遭联合国拒绝，還有傳聞指稱2009年他被法轮功组织告上联合国，直到2012年6月他才取得政治难民身份。
2013年11月底，郭庆海以政治难民的身份获安置赴美国，居住犹他州盐湖城。2015年2月，郭庆海移居弗吉尼亚州林奇堡市且在当地中文教会服事，后赴密西西比州中文教会服事；2015年底，移居纽约。